# 贵妇小径
贵妇小径（Le Chemin des Dames）位于法国埃纳省，是建造在山脊上的一条休闲步行道，全长约35公里。从此处，游客可以观赏到埃纳河两岸的秀丽风光。这条小路是由法国国王路易十五设计给他的女儿们作娱乐之用。
在第一次世界大战期间，它重要的战略位置导致对其控制权的反复争夺。这些战斗发生于1916年到1918年，是西线战场的著名尼維爾攻勢的主要戰場。
今天，这条小道重新成为旅游观光路线，沿路分布有要塞、洞穴以及关于战争的博物馆。
49°26′35″N 3°42′37″E / 49.44306°N 3.71028°E